# Clorox
La Clorox, chiamata ufficialmente The Clorox Company (ex Clorox Chemical Co.), è un produttore e distributore statunitense di prodotti chimici, quotato al NYSE e facente parte del S&P 500.

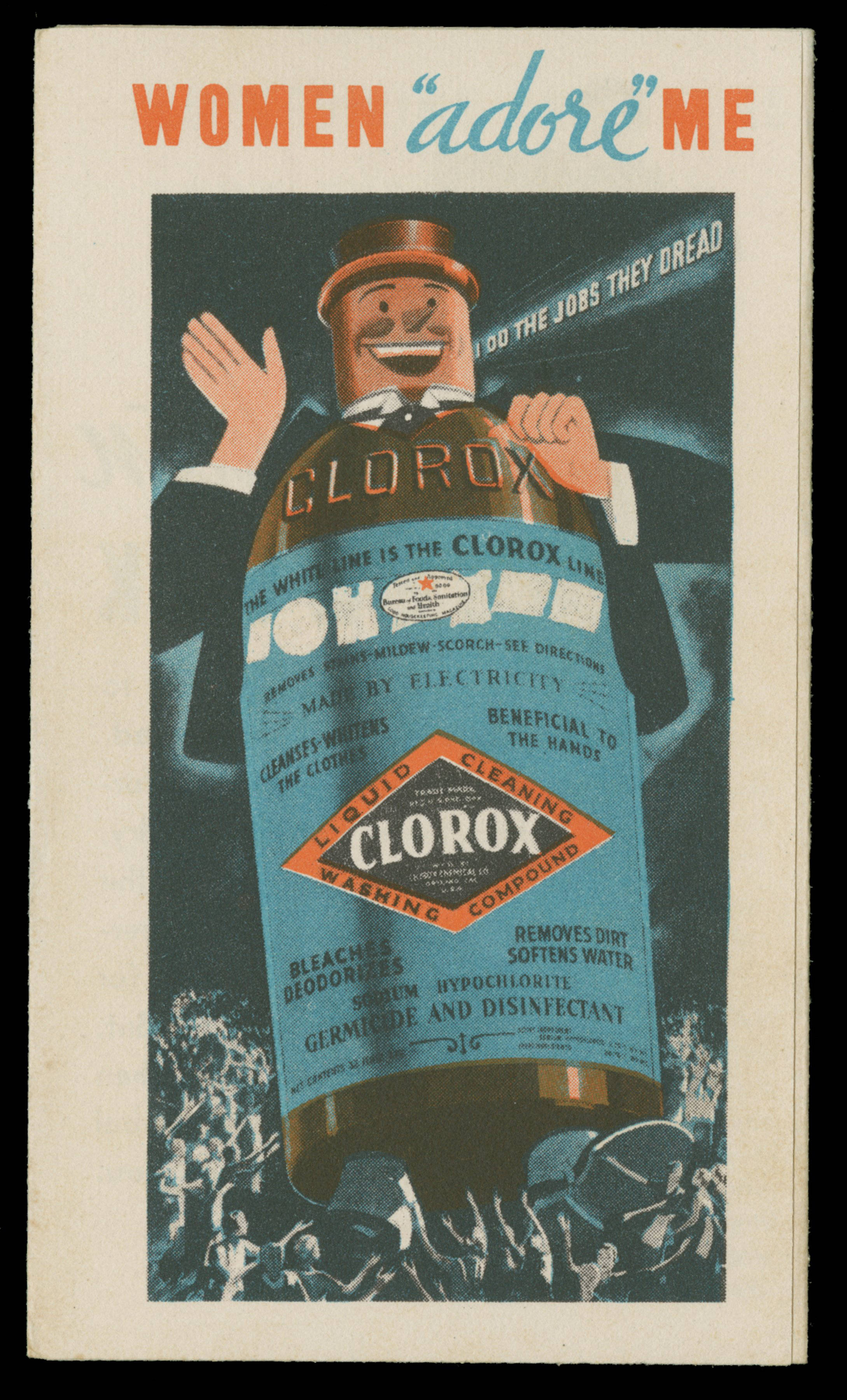
Clorox in un manifesto del 1933

L'azienda, con sede a Oakland in California, occupava (a 30 giugno 2018) in totale circa 8 700 dipendenti. Nell'anno fiscale 2019 la società ha fatturato 6,2 miliardi di dollari. La Clorox nel 2018 si è classificata al 468º posto nella lista Fortune 500.

## Marchi

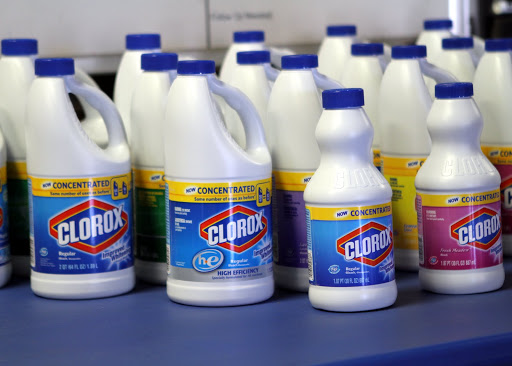
Prodotti Clorox

Il gruppo Clorox Company ha tra i suoi marchi i seguenti:
- Brita, azienda tedesca per il filtraggio acqua, marchio distribuito da Clorox solo per il Nord America.[7][8]
- Burt's Bees cosmetica[7]
- Fresh Step, Scoop Away e Ever Clean lettiere per gatti[7]
- Formula 409 pulitore superfici[7]
- Glad borse e econtenitori assieme a P&G al 20%[7]
- Hidden Valley cibi e condimenti[7]
- Green Works pulitori[7]
- Handy Andy pulitori per pavimenti in Australia[9]
- Kitchen Bouquet, KC Masterpiece, e Soy Vay[7]
- Kingsford charcoal[7]
- Lestoil lavanderia[7]
- Liquid-Plumr pulitori[7]
- Natural Vitality[10]
- Neocell integratori dietetici[10]
- Pine-Sol, Tilex, e S.O.S pulitori[7]
- Rainbow Light[10]
- Renew Life digestivi[11]

Per ragioni storiche in certi mercati Clorex commercializza a marchi diversi. Nel 2006 Clorox ha acquisito prodotti Javex per il Canada, e parte dell'America latina dalla Colgate-Palmolive.